# Pompholyx
Pompholyx is een geslacht van schimmels uit de familie van de Sclerodermataceae. De typesoort is Pompholyx sapida.

## Soorten
Volgens Index Fungorum bevat het geslacht een soort (oktober 2023):
| Soortnaam             | Auteur(s) | Publicatiejaar |
| --------------------- | --------- | -------------- |
| Pompholyx occidentale | Zeller    | 1947           |